# Steve Muffatti
Steve Muffatti, né le 10 octobre 1910 et mort en 1968, est un dessinateur de comics et un animateur de dessins animés ayant travaillé quasi exclusivement sur des personnages de Harvey Comics.

## Biographie
Steve Muffatti (parfois écrit selon les sources Steve Muffati) naît le 10 octobre 1910 (ou en 1880). Après avoir travaillé pour les studios Fleischer sur des épisodes de Superman, il s'occupe de plusieurs séries produites par les Famous Studios : Popeye, Casper le gentil fantôme et Little Lulu d'après le comics créé par Marge. Lorsque Harvey Comics achète les droits des personnages des Famous Studios pour en faire des personnages de comics, Steve Muffatti intègre l'équipe de dessinateurs chez Harvey. Il est celui qui va donner le style propre aux comics pour enfants de Harvey puisque tous les dessinateurs le reprendront. Il est probablement le créateur de Richie Rich quoique deux autres personnes de la maison d'édition Warren Kremer et Alfred Harvey aient revendiqué la paternité du personnage. Il travaille sur plusieurs séries :  Little Audrey, Casper, Paramount Animated Comics, Tiny et Wendy la gentille petite sorcière. Par la suite, lorsque Harvey Comics achète la totalité des droits de ces personnages aux Famous Studios et que sont produits de nouveaux dessins animés, Steve Muffatti quitte les comics et revient à l'animation pour ces personnages. Il meurt en 1968.